# Skogholmen (Øygarden)
Ne doit pas être confondu avec Skogholmen.
Skogholmen est une île dans le landskap Sunnhordland du comté de Vestland. Elle appartient administrativement à Øygarden.

## Géographie
Rocheuse et couverte d'arbres, elle s'étend sur environ 147 m de longueur pour une largeur approximative de 57 m.